# Terravision
 (avril 2009).
Si vous disposez d'ouvrages ou d'articles de référence ou si vous connaissez des sites web de qualité traitant du thème abordé ici, merci de compléter l'article en donnant les références utiles à sa vérifiabilité et en les liant à la section « Notes et références ».
Ne doit pas être confondu avec Terravision (globe numérique).
Terravision, ou Terravision London Limited, fondée en 2002 à Rome, est entreprise effectuant des transferts entre les aéroports secondaires d'où opèrent les compagnies low cost et les centres-villes.
La société participe aux Lignes régulières d'autocar au Royaume-Uni.

## Historique
Terravision a ouvert sa première ligne entre l'aéroport de Ciampino et le centre-ville de Rome en 2002. Cette ligne fut originellement ouverte pour couvrir les transferts pour les vols d'Easyjet.

### Fuite de données
En février 2023, Terravision a subi une fuite de données qui a exposé plus de 2 millions d'enregistrements de données clients, y compris des noms, des numéros de téléphone, des adresses électroniques, des hachages de mots de passe salés et, dans certains cas, la date de naissance et le pays d'origine. Terravision n'a pas répondu aux multiples tentatives de signalement de l'incident faites par des particuliers durant deux mois.

## Services
Terravision offre des services de transferts à partir de nombreux aéroports européens :
- De l'aéroport de Londres Stansted à la Gare Victoria ou à Liverpool Street au cœur de Londres[2].
- De l'aéroport de Londres Luton à la Gare Victoria
- De l'aéroport de Liverpool à Sackville Street et à la station de bus de Shudehill  au centre de Manchester
- De Rome Ciampino à la station Termini située au centre-ville de Rome
- De Milan Bergame à la station centrale du centre de Milan
- De l'aéroport de Pise à la station Santa Maria Novella située au centre-ville de Florence.
- De l'aéroport de Trapani à Palerme, Mazara del Vallo et Marsala.
- Des aéroports de Vérone, Bergame, Venise et Trévise vers les stations de ski des Dolomites
- De l'aéroport de Bratislava au centre-ville de Vienne
- De l'aéroport de Gérone à Perpignan et aux stations de ski des Pyrénées (Font Romeu et Les Angles)
- De l'aéroport de Dublin à O'Connell st au centre de Dublin
- De l'aéroport de Francfort-Hahn à Neu-Isenburg, Offenbach et Hanau
- De l'aéroport de Skavsta à Stockholm